# Love's Labour's Lost (filme)
Love's Labour's Lost (Brasil: Amores Perdidos / Portugal: Amores Desencontrados) é um filme britânico de 2000 do gênero comédia baseado no romance Love's Labour's Lost de William Shakespeare. Dirigido escrito e estrelado por Kenneth Branagh.